# Felice Carena
Felice Carena (Torino, 13 agosto 1879 – Venezia, 10 giugno 1966) è stato un pittore italiano.

## Biografia
I genitori, Giuseppe Carena e Pulcheria Bruno, erano rispettivamente un impiegato ed un' insegnante.

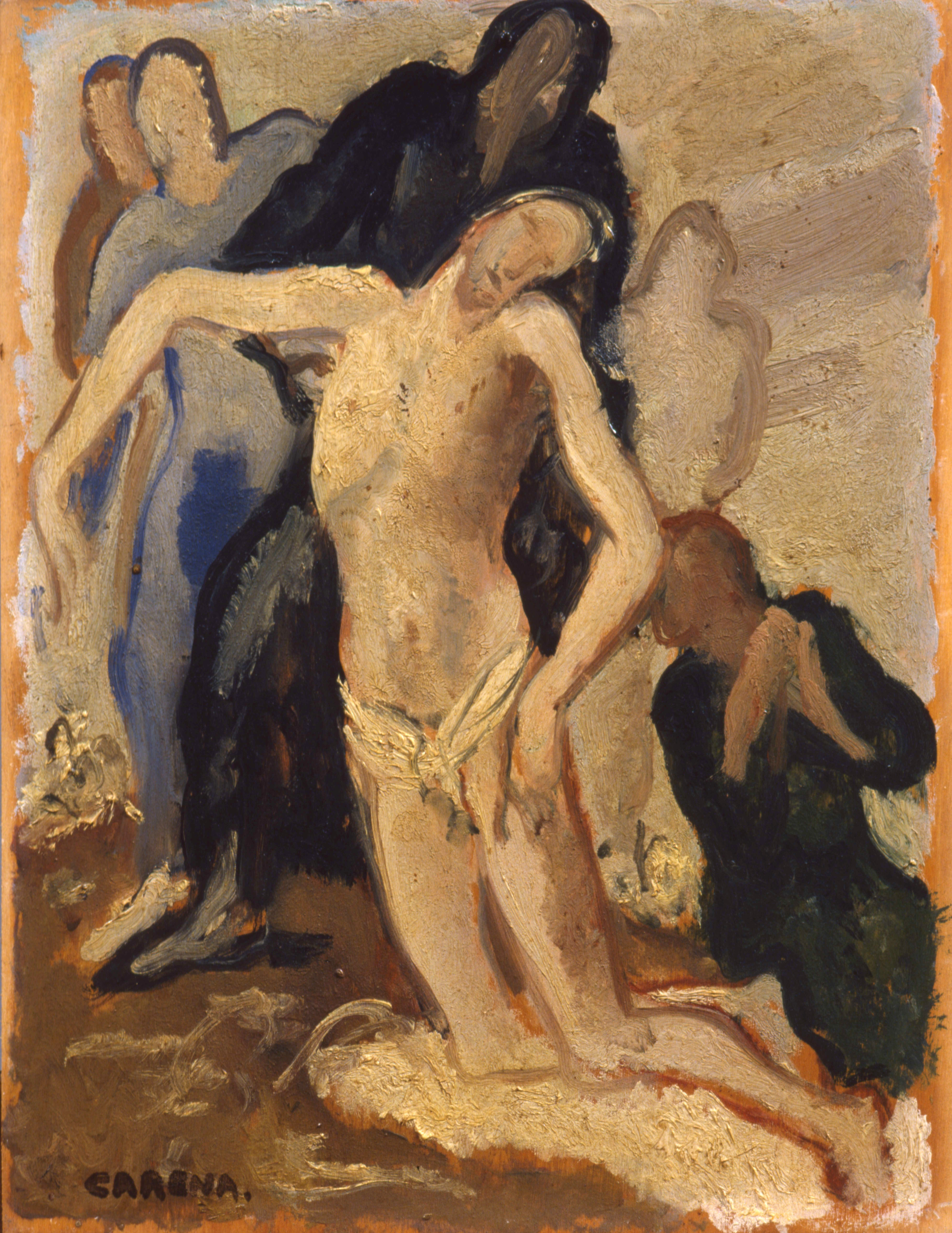
Felice Carena, Deposizione dalla croce, 1937-1938 ca, Museo civico di Modena

Entra all'Accademia Albertina di Torino dove è allievo di Giacomo Grosso. Frequenta le maggiori personalità del simbolismo, come i poeti Arturo Graf e Giovanni Cena, il critico Enrico Thovez e Leonardo Bistolfi. Nel 1906, si trasferisce a Roma inserendosi nella vita artistica e intellettuale della capitale. Nel 1912 espone alla Biennale di Venezia le opere del primo periodo romano che concluderanno la fase simbolista.
Scopre la Secessione (Franz von Stuck) e tra il 1913 e il 1915 si apre agli influssi della pittura francese di Cézanne e Matisse che rinnoveranno profondamente il suo linguaggio pittorico. Nel periodo della prima guerra mondiale lavora poco e per meriti sul campo è nominatro ufficiale di artiglieria. Si trasferisce ad Anticoli Corrado: in questo luogo, ritorna al "vero" con una ricerca di maggiore solidità costruttiva e di definizione dei volumi.
Durante l'annata 1919 partecipa alla Promotrice di Torino con il quadro Contadini al sole, e qui ha come allievo il medico pittore Alberto Cibrario.
Nel 1922 organizza a Roma una scuola d'arte, frequentata da Pirandello e da Capogrossi, e nello stesso anno presenzia alla Biennale di Venezia. Nel 1924 è nominato docente all'Accademia di belle arti di Firenze e vi insegna fino al 1945. Qui poco dopo vi entra un giovane studente che diventerà 
il suo allievo prediletto, Luigi Montanarini, cui nel '27 trasferisce l'incarico di insegnare il nudo alla Scuola Superiore di Architettura creata allora da Ministero. Diviene Accademico d'Italia nel 1933. A Firenze stringe amicizia con Ardengo Soffici e Libero Andreotti.
Nel 1945 si trasferisce a Venezia dove lavora per il resto della sua vita. Farà parte del gruppo di 27 artisti che contribuiranno alla decorazione della famosa valigia di cartone che radunerà attorno a sé L'Ordine de La Valigia.
Muore a Venezia il 10 giugno 1966 ed è sepolto nel cimitero di San Michele in Isola (Recinto V, quadr. D, n. 148).

## Opere
- Il viandante (1911)
- Bambina sulla porta (1919)
- La quiete (1921) Anticoli Corrado - Artisti e modelle - Opere nel mondo
- Nudo di donna (1927) Nuova Galleria Campo dei Fiori.:. Work form,
- Natura morta con coralli
- Natura morta (1921)
- Natura morta (1926)
- La scuola
- Esodo 1962
- Il ponte sul cinquale
- Maternità
- San Martino et il povero
- Deposizione
- Famiglia di pescatori Anticoli Corrado - Museo d'Arte Moderna - Opere
- Deposizione dalla croce (1937-1938 ca)
- Natura Morta 1949 (1949)

Musei di esposizione
- Museo Revoltella, Trieste
- Galleria civica d'arte moderna e contemporanea (GAM), Torino
- Galleria d'arte moderna di Udine (GAMUD), Udine
- Civico museo di arte moderna di Anticoli Corrado
- Museo civico di Modena

Gallerie
- Contini Galleria d'Arte, Venezia